# Don King
 (octobre 2024).
Si vous disposez d'ouvrages ou d'articles de référence ou si vous connaissez des sites web de qualité traitant du thème abordé ici, merci de compléter l'article en donnant les références utiles à sa vérifiabilité et en les liant à la section « Notes et références ».
Don King est un promoteur de boxe professionnelle américain né le 20 août 1931 à Cleveland.

## Biographie

### Un début de vie difficile
À 18 ans, Donald King s’inscrit à l’université Case Western Reserve de Cleveland dans l’Ohio mais dans le même temps, il se lance dans le bookmaking et il est renvoyé.
En 1954, il a une altercation avec trois hommes qui essayent de l’escroquer. Il leur tire dessus, l'un d’eux meurt sur le coup. La légitime défense est retenue et Donald King ressort libre du tribunal. En 1966, à Cleveland, il bat à mort un de ses débiteurs qui lui doit 600 $. Poursuivi pour meurtre au second degré, ses juges décident de transformer les charges en homicide simple. Reconnu coupable, Don King passera 3 ans et 11 mois derrière les barreaux de la Marion Correctional Institution en Ohio avant d’être libéré.

### Premiers pas dans le monde de la boxe
Cherchant un moyen rapide de gagner de l’argent après cette période d’inactivité, King s’introduit dans le monde de la boxe. Il tente d’approcher l’idole de l’époque, Mohamed Ali. Par l’intermédiaire de son ami le chanteur Lloyd Price, il réussit à le contacter et le convainc de participer à un gala de charité organisé dans un hôpital local.
Fort de ce succès, il peut désormais démarcher les investisseurs et démarrer son propre business dans l’organisation des combats. Il obtient l’argent nécessaire pour monter son affaire mais son manque d’expérience l’empêche d’évoluer aussi efficacement qu’il le souhaiterait. Il fait alors appel au promoteur local le plus en vue, Don Elbaum. Celui-ci accepte un partenariat avec King. Il lui apprend les ficelles du métier et le met en relation avec son staff de boxeurs déjà rodés. King bénéficie d'une situation à son avantage : tous les grands boxeurs poids lourds des années 1970 sont noirs tout comme lui. Les premiers contacts s'en trouvent facilités.
King parvient en 1973 à gagner la sympathie de Mohamed Ali organisant à Cleveland une exhibition de l'ex-champion pour réunir des fonds pour sauver un hôpital au bord de la faillite. King remporte plusieurs dizaines de milliers de dollars mais ne donne rien de ce montant à l'hôpital qui doit fermer ses portes.

### Promoteur
Don King a 43 ans lorsqu’il obtient la consécration mondiale : il organise le fameux combat The Rumble in the jungle au Zaïre. Le 30 octobre 1974, Mohamed Ali, challenger, et George Foreman, champion du monde en titre, montent sur le ring dans le stade du 20 mai de Kinshasa, pour décrocher la ceinture mondiale poids lourds.
C’est le premier événement organisé par Don King en tant que promoteur professionnel. Pour supplanter les autres promoteurs, il promet aux deux boxeurs la somme de 5 millions de dollars alors qu’il n’a pas le moindre sou. Ayant réussi son casting de star, il lui reste à réunir les fonds nécessaires pour pouvoir les payer et organiser le match. C’est alors qu’il a l'idée de faire sponsoriser l’événement par un État étranger : le Zaïre. Le président Mobutu Sese Seko finance l’intégralité des frais inhérents à la manifestation et reçoit les Américains avec faste.
L’année suivante, il organise à Manille le troisième match opposant Mohammed Ali à Joe Frazier. Dès lors, King devient le promoteur de tous les boxeurs qui comptent. Dans les années 1970 il travaille avec Larry Holmes, Alexis Arguello, Wilfred Benitez, Salvador Sanchez, Roberto Duran, Wilfredo Gómez. En 1981, il devient le premier agent à faire gagner 10 millions de dollars en un combat, pour Sugar Ray Leonard, lors de son premier duel face à Roberto Duran.
Dans les années 1980 et 90, il devient totalement incontournable pour les jeunes talents, faisant signer Mike Tyson, Aaron Pryor, Evander Holyfield, Felix Trinidad, Julio César Chávez, Ricardo López, Carlos Zárate, Terry Norris, Azumah Nelson, Mike McCallum, Meldrick Taylor et Bernard Hopkins. Don King envoie plus de poulains à l’International Boxing Hall of Fame que tous les autres promoteurs réunis. Ainsi, en 1994, il pulvérise tous les records en organisant 47 combats de titres mondiaux.
Plusieurs boxeurs ayant travaillé avec lui s’accordent à dire qu’il les escroque la plupart du temps, mais que même en ayant une partie de leurs gains prélevés frauduleusement par King, ils gagnent plus d’argent avec lui qu’avec ses concurrents. Beaucoup d’entre eux, notamment Mohamed Ali et Mike Tyson, ont engagé des procès afin de se faire verser les salaires dus, mais seul un petit nombre obtiendra gain de cause officiellement.
Don King n'est pas réputé pour sa fidélité envers les boxeurs qu'il manage, changeant de favoris ou de champion en fonction de leurs échecs et succès :
- En 1973 lors du combat entre Joe Frazier et George Foreman, King arrive dans la limousine de Frazier, après l'épouvantable défaite de celui-ci contre Foreman, il repart dans celle de Foreman.
- En 1974, alors qu'Ali vient de mettre KO Foreman, l'ex protégé de Don King, celui-ci monte sur le ring et arrive avec le sourire aux lèvres pour féliciter Ali. Cependant, Ali lui dira quelque chose qui effacera le sourire de Don King.
- En 1986, Trevor Berbick est le boxeur qu'il soutient le plus. Il remporte le titre WBC lors d'un tournoi organisé par HBO. King, craignant que Mike Tyson affronte ses boxeurs lors de ce tournoi, empêche sa participation. Iron Mike finit par participer grâce à l'appui du directeur d'HBO et pulvérise Berbick en 2 rounds le 22 novembre. King monte alors sur le ring, ignore son boxeur préféré, félicite chaleureusement Tyson et le porte dans ses bras. Il abandonnera Berbick et luttera contre Bill Cayton pour contrôler Tyson.
- En 1990, Don King organise un championnat du monde unifié des poids lourds à Tokyo au Japon entre Mike Tyson et James Buster Douglas, un autre boxeur de Don King, King arrivera par avion avec Mike Tyson, mais quand Douglas battra Mike Tyson par KO dans la dixième reprise, Don King aura le sourire aux lèvres pendant que Douglas donnera une interview à Larry Merchant, journaliste à HBO. Pourtant, quelques minutes plus tard, Don King, en compagnie de Tyson, tentera de faire annuler le résultat en faisant valoir que l'arbitre mexicain du combat Octavio Meyran avait accordé un long compte à Douglas (14 secondes). Mais la réclamation n'aboutira pas.
- Le 25 février 1995 à Londres, Don King organise avec son homologue britannique Frank Warren le championnat du monde WBC des super-moyens entre Nigel Benn (un boxeur de Warren) et Gerald McClellan (un boxeur de King). Ce dernier perdra par KO au 10e round et sera évacué inconscient sur une civière*. Quelques mois plus tard, le 2 septembre Oliver McCall, le boxeur de King, est battu aux points par Frank Bruno lors du championnat WBC des poids lourds. Don King monte aussitôt sur le ring et félicite chaleureusement Bruno.

De façon ingénieuse, King adopte un code vestimentaire et un style qui le fait reconnaitre très facilement lors des soirées de boxe et des conférences de presse : en plus de sa fameuse coiffure, le promoteur parait dans des tenues invraisemblables à partir des années 1980, tels que smoking, vison et de nombreux bijoux en or. Dans les années 2000, il porte une veste en jean à son effigie et parade avec les petits drapeaux de la nationalité des boxeurs qu'il oppose. King répète très souvent Only in America (seulement en Amérique), sa phrase fétiche.

## Don King et la justice
Don King tua un cambrioleur en 1956. Il plaida la légitime défense. Le tribunal statua en sa faveur.
En dehors des rings, Don King se taille une réputation sulfureuse. En 1984, les fraudes du promoteur attirent l’attention des services fiscaux ; le président de sa compagnie est inculpé et poursuivi en justice. Il est acquitté par les jurés, que Don King « remercie » en leur offrant un voyage tous frais payés pour assister au combat pour le titre mondial poids lourds entre Frank Bruno et Tim Witherspoon à Londres.
Le promoteur entretient des liens étroits avec John Gotti, parrain de la famille Gambino, et Michael Franzese, de la famille Colombo, deux des cinq familles de la mafia de New York, représentant Cosa Nostra sur le sol américain. Interrogé lors du procès de 1992 sur John Gotti, King invoque le cinquième amendement pour ne pas répondre.
En 1998, le promoteur est poursuivi pour une fraude à l’assurance dans laquelle il aurait bénéficié à tort de 350 000 $. Une fois de plus, le jury l’acquitte et King sait lui montrer sa gratitude en conviant les jurés et leurs familles aux Bahamas où ils sont invités à dépenser son argent dans les magasins les plus huppés ; puis à Atlanta où ils assistent au combat de Vaughn Bean contre Evander Holyfield.

## Distinctions
- King a apporté son soutien financier et logistique à la NAACP (association nationale pour l'avancement des gens de couleur), dont il a reçu le President’s Award, la plus haute distinction accordée par l’organisation.
- Don King a été nommé Greatest Promoter of History, le meilleur promoteur de l’histoire par les trois plus importantes institutions de la boxe mondiale, WBC, WBA et IBF.
- Il est également membre de l'International Boxing Hall of Fame depuis 1997[4].

## Position politique
Don King fait partie des figures afro-américaines qui soutiennent Donald Trump, ils se rencontrent malgré la personnalité controversée qu'est Don King.

## Apparitions dans le cinéma
- 1986, K2000, S04E16 - La rédemption du champion (Redemption of a Champion)
- 1986, Deux Flics à Miami
- 1990, Rocky 5 : Le personnage de George Washington Duke, interprété par Richard Gant est une caricature de Don King. En effet, le personnage de George Washington Duke essaie à tout prix de s'approprier Rocky Balboa. Pour cela il retourne même Tommy Gunn, l'élève de Rocky contre son propre maître. De plus, il n'arrête pas de répéter la phrase préféré de Don King : "Il n'y a qu'en Amérique" (Only in America).
- 1992,"Le Prince de Bel-Air" : Dans un épisode de la saison 2, Will fait un rêve dans lequel Carlton est habillé et coiffé comme Don King.
- 1995, Tyson, film retraçant la vie de Mike Tyson, de son enfance jusqu'à son emprisonnement pour viol, c'est Michael Jai White qui campe le rôle du célèbre boxeur. Don King lui est interprété par Paul Winfield dont la ressemblance physique dans ce film avec le promoteur de boxe est assez troublante.
- 1997, When We Were Kings, un film documentaire de Leon Gast tourné en 1974, pendant la période du combat The Rumble in The Jungle
- 1998, L'Associé du diable. Don King joue son propre rôle dans ce film où il va serrer la main du diable incarné par Al Pacino lors d'un combat de Roy Jones Jr.
- 2006, Scary Movie 4. Au moment d'une scène parodiant le film Million Dollar Baby et le combat Tyson-Holyfield où Iron Mike mordit l'oreille de son adversaire, une caricature de King apparait au bord du ring et écrase un enfant tout en scandant sa phrase fétiche : « Only in america ».
- Don King est parodié dans la série télévisée Les Simpson, dans le rôle de Lucius Sweet, promoteur de boxe qui s'occupe de Drederick Tatum (lui-même étant une parodie du boxeur Mike Tyson).
- 2016, Hands of Stone. Dans le rôle de Don King joué par Reg E. Cathey acteur original, Jean-François Blanchard acteur doubleur.
- 2022, Mike. Mini série de 8 épisodes qui retrace la vie de Mike Tyson, de son enfance jusqu'à la fin de sa carrière professionnelle. Trevante Rhodes y incarne Mike et Russell Hornsby y joue le rôle de Don King.